# Claudine Meire
Claudine Meire (* 24. Februar 1947) ist eine ehemalige französische Leichtathletin, die sich auf den Sprint spezialisiert hat.

## Sportliche Laufbahn
Claudine Meire trat international nur bei den Halleneuropameisterschaften 1972 in Grenoble mit der 4-mal-180-Meter-Staffel an und gewann dort in 1:27,6 min gemeinsam mit Michèle Beugnet, Christiane Marlet und Nicole Pani die Silbermedaille hinter dem Team aus der Bundesrepublik Deutschland.